# Øyvind Alseth
Øyvind Alseth (ur. 13 sierpnia 1994 w Trondheim) – norweski piłkarz grający na pozycji obrońcy w klubie Ranheim Fotball.

## Kariera
Karierę piłkarską rozpoczął w 2013 roku w Byåsen Toppfotball. 1 sierpnia 2013 został zawodnikiem Syracuse University FC. 1 stycznia 2014 powrócił do Byåsen Toppfotball, a 7 miesięcy później, 1 sierpnia 2014 powrócił do Syracuse University FC. 22 marca 2017 został zawodnikiem Toronto FC, gdzie przebywał do 14 grudnia 2017. Zdobył wówczas wraz ze swoją drużyną mistrzostwo Kanady i mistrzostwo Stanów Zjednoczonych. 4 lutego 2018 został zawodnikiem Ranheim Fotball.

### Występy i gole według sezonu, klubu i konkurencji
| Sezon   | Klub          | Dywizja     | Liga  | Liga | Puchar | Puchar | Łącznie | Łącznie |
| Sezon   | Klub          | Dywizja     | Mecze | Gole | Mecze  | Gole   | Mecze   | Gole    |
| ------- | ------------- | ----------- | ----- | ---- | ------ | ------ | ------- | ------- |
| 2017    | Toronto FC    | MLS         | 4     | 0    | 0      | 0      | 4       | 0       |
| 2017    | Toronto FC II | USL         | 17    | 0    | 0      | 0      | 17      | 0       |
| 2018    | Ranheim       | Eliteserien | 15    | 0    | 3      | 0      | 18      | 0       |
| 2019    | Ranheim       | Eliteserien | 13    | 0    | 3      | 0      | 16      | 0       |
| Łącznie | Łącznie       | Łącznie     | 60    | 4    | 6      | 0      | 66      | 4       |